# Премія Патріка Вайта
Премія Патріка Вайта (англ. Patrick White Award) — австралійська щорічна літературна премія, встановлена Патріком Вайтом. Вайт використав свою Нобелівську премію з літератури (1973), тобто її грошовий еквівалент, щоб заснувати національну цільову літературну премію. 
Грошовим еквівалентом Премії Патріка Вайта є $ 25,000 готівкою, що разом з нагородою присуджують письменникові, який має значний творчий доробок, але не обов'язково дістав належне визнання. 2010 року нагороду було знижено до $ 18 000 через світову економічну кризу. Письменників-лауреатів обирають автоматично, тобто без висунення на здобуття (номінування).

## Лауреати премії
- 2010 – Девід Фостер (David Foster)[1];
- 2009 – Беверлі Фармер (Beverley Farmer)[2];
- 2008 – Джон Ромеріл (John Romeril)[3];
- 2007 – Девід Роуботам (David Rowbotham)[4];
- 2006 – Морріс Лурі (Morris Lurie)[5];
- 2005 – Фей Цвікі (Fay Zwicky)[6];
- 2004 – Ненсі Фелан (Nancy Phelan);
- 2003 – Дженетт Тернер Госпітал (Janette Turner Hospital);
- 2002 – Том Хангерфорд;
- 2001 – Джеофф Пейдж (Geoff Page);
- 2000 – Томас Шепкотт;
- 1999 – Джеральд Мурнейн (Gerald Murnane);
- 1998 – Альма де Грен (Alma de Groen);
- 1997 – Вівіан Сміт (Vivian Smith);
- 1996 – Елізабет Гарровер (Elizabeth Harrower);
- 1995 – Елізабет Рідделл (Elizabeth Riddell);
- 1994 – Димітріс Цалумас (Dimitris Tsaloumas);
- 1993 – Емі Віттінг (Amy Witting);
- 1992 – Пітер Кауен;
- 1991 – Девід Мартін (David Martin);
- 1990 – Роберт Грей (Robert Gray);
- 1989 – Теа Естлі (Thea Astley);
- 1988 – Роланд Робінсон (Roland Robinson);
- 1987 – Вільям Гарт-Сміт (William Hart-Smith);
- 1986 – Джон Моррісон;
- 1985 – Джуда Вотен;
- 1984 – Розмері Добсон (Rosemary Dobson);
- 1983 – Марджері Бернард (Marjorie Barnard);
- 1982 – Брюс Бівер;
- 1981 – Дел Стівенс;
- 1980 – Брюс Дов (Bruce Dawe);
- 1979 – Рендольф Стоу (Randolph Stow);
- 1978 – Гвен Харвуд (Gwen Harwood);
- 1977 – Самнер Локе Елліотт (Sumner Locke Elliott);
- 1976 – Джон Блайт;
- 1975 – Девід Кемпбелл (David Campbell);
- 1974 – Крістіна Стед.